# Downend (South Gloucestershire)
Downend – dzielnica miasta Bristol, w Anglii, w Gloucestershire, w dystrykcie (unitary authority) South Gloucestershire. Leży 4,5 km od centrum miasta Bristol, 45,2 km od miasta Gloucester i 168,7 km od Londynu. W 2011 roku dzielnica liczyła 10 785 mieszkańców.